# Aaron Allston

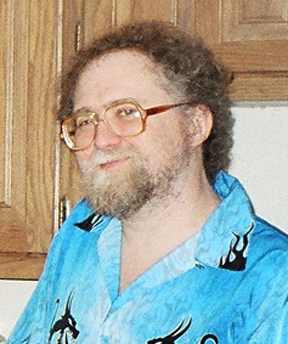
Aaron Allston

Aaron Allston (n. 1960, Corsicana, Texas - d. 27 februarie 2014) a fost un designer de jocuri și romancier american, cel mai notabil pentru scrierea unei serii de romane din universul Războiul stelelor. Ca designer de jocuri, a contribuit la dezvoltarea setărilor din campania Dungeons & Dragons, Mystara. Ultimele sale lucrări ca romancier sunt cele din seria X-Wing: Wraith Squadron, Iron Fist, Solo Command, Starfighters of Adumar.
A fost redactor al revistei The Space Gamer, numerele  #52 (iunie 1982) – #65 (sept/octombrie 1983).